# Carl Hellmuth Hertz
Pour les articles homonymes, voir Hertz (homonymie).
Carl Hellmuth Hertz (également écrit Carl Helmut Hertz), né le 15 octobre 1920 et mort le 29 avril 1990, est un physicien allemand connu principalement pour son implication dans le développement de la technologie à jet d'encre et de la technologie des ultrasons. Il est le fils de Gustav Hertz et petit-neveu de Heinrich Hertz.

## Biographie
Hellmuth Hertz est né le 15 octobre 1920 à Berlin, en Allemagne. Il est le fils de Gustav Hertz qui, avec James Franck, reçoit le Prix Nobel de physique en 1925 pour leurs expériences sur les collisions électroniques inélastiques dans les gaz. L'oncle de Gustav Hertz est Heinrich Hertz, qui a le premier prouvé de manière concluante l'existence des ondes électromagnétiques.
Hellmuth est diplômé de l'internat d'élite Schule Schloss Salem en 1939 à l'âge de 19 ans avec la meilleure note en mathématiques et en physique. La même année, il est enrôlé dans l'armée allemande (Wehrmacht) et sert comme soldat pour l'Allemagne nazie pendant la Seconde Guerre mondiale. En 1943, il est capturé sur le théâtre nord-africain par les troupes américaines et amené en Amérique, où il est placé dans un camp de prisonniers de guerre jusqu'en 1946. Parce que son père fait des recherches en Union soviétique à cette époque, il ne peut pas trouver de travail aux États-Unis. Au lieu de cela, il obtient un emploi au Département de physique de l'Université de Lund en Suède avec l'aide de James Franck et du lauréat du prix Nobel Niels Bohr, tous deux amis de Gustav Hertz.
À partir de 1961, il est professeur à l'Université de Lund et à partir de 1963, il est professeur de technologie de mesure électrique à Lund. Il participe au développement de la technologie à jet d'encre et à ultrasons. Il produit les premiers échocardiographes avec le médecin suédois Inge Edler. Il est marié à Birgit Nordbring et est le père de Thomas et Hans Hertz, et il est décédé le 29 avril 1990.